# Comuna Gura Vitioarei, Prahova
Gura Vitioarei este o comună în județul Prahova, Muntenia, România, formată din satele Bughea de Jos, Făgetu, Fundeni, Gura Vitioarei (reședința) și Poiana Copăceni.

## Geografie
Comuna Gura Vitioarei se situează în partea de nord a județului Prahova, în zona subcarpatică din valea Teleajenului. Este străbătută pe șoseaua națională DN1A, care leagă Ploieștiul de Brașov prin Vălenii de Munte, la 28 km de municipiul Ploiești, la sud de orașul Vălenii de Munte. Din DN1A, se desprinde lângă Gura Vitioarei șoseaua județeană DJ100G, care o leagă de Vărbilău prin pădurea Cazacului.
Prin comună trece și calea ferată Ploiești Sud-Măneciu, pe care este deservită de halta Făget Teleajen.

### Relief
Teritoriul comunei este caracterizat printr-un relief de deal și este străbătut de râul Teleajen în partea de est și de râul Bughea în partea de vest, râu care se varsă în râul Teleajen la ieșirea din satul Făgetu.

## Demografie
Componența etnică a comunei Gura Vitioarei
     Români (91,06%)
     Alte etnii (0,31%)
     Necunoscută (8,63%)
Componența confesională a comunei Gura Vitioarei
     Ortodocși (88,78%)
     Alte religii (2,23%)
     Necunoscută (8,99%)
Conform recensământului efectuat în 2021, populația comunei Gura Vitioarei se ridică la 5.571 de locuitori, în scădere față de recensământul anterior din 2011, când fuseseră înregistrați 6.003 locuitori. Majoritatea locuitorilor sunt români (91,06%), iar pentru 8,63% nu se cunoaște apartenența etnică. Din punct de vedere confesional, majoritatea locuitorilor sunt ortodocși (88,78%), iar pentru 8,99% nu se cunoaște apartenența confesională.

## Politică și administrație
Comuna Gura Vitioarei este administrată de un primar și un consiliu local compus din 15 consilieri. Primarul, Gheorghe Stănescu[*], de la Partidul Național Liberal, este în funcție din octombrie 2020. Începând cu alegerile locale din 2024, consiliul local are următoarea componență pe partide politice:
|  | Partid                          | Consilieri | Componența Consiliului | Componența Consiliului | Componența Consiliului | Componența Consiliului | Componența Consiliului | Componența Consiliului | Componența Consiliului | Componența Consiliului | Componența Consiliului | Componența Consiliului |
|  | ------------------------------- | ---------- | ---------------------- | ---------------------- | ---------------------- | ---------------------- | ---------------------- | ---------------------- | ---------------------- | ---------------------- | ---------------------- | ---------------------- |
|  | Partidul Național Liberal       | 10         |                        |                        |                        |                        |                        |                        |                        |                        |                        |                        |
|  | Partidul Social Democrat        | 4          |                        |                        |                        |                        |                        |                        |                        |                        |                        |                        |
|  | Alianța pentru Unirea Românilor | 1          |                        |                        |                        |                        |                        |                        |                        |                        |                        |                        |

## Istorie
Existența unei vieți organizate pe aceste plaiuri încă din vremuri străvechi este confirmată de însăși legenda unor toponime ca "Movila" sau "Gorgonul", care ar fi fost cetăți naturale ale dacilor preluate de romani pentru baza drumului roman.
Comuna Gura Vitioarei este amintită în analele istoriei comunei prin existența următoarelor construcții:
- monumentul istoric de valoare excepțională "Hanu Roșu" din sat Făgetu, construit în secolul al XVII –lea, folosit ca "dejugătoare" a poștalioanelor care făceau legătura între cele două principate prin pasul Bratocea;
- moșia Brâncovenilor din satul Fundeni;
- conacul Cireșanu construit în anul 1910 în sat Făgetu;
- monumentului istoric "Biserica Fundeni" , construită în anul 1800, astăzi ruine, unde s-au găsit plăcuțe cu scriere chirilică, traduse de Nicolae Iorga;
- școala în aceasta zona care este menționată în anul școlar 1895 -1896 când aici a început să funcționeze "Școala Mixtă" din Plaiul Teleajen, precum și prin relicve datând din perioada dacică descoperite în punctul numit "Movila", situat în satul Gura-Vitioarei.

În locul numit "Movila" a existat o puternica davă, o cetățuie greu de cucerit, resedința a unei căpetenii geto-dace din ultimele secole înaintea erei noastre și punct fortificat care controla, împreuna cu cel de la Bughea, intrarea în Valea Teleajenului. Clădirea, cunoscută sub denumirea de "Hanu Roșu", este înscrisă în lista Monumentelor de Arhitectură a județului Prahova și reprezintă singurul exemplu de han de postă care s-a mai păstrat în zona prahoveană și chiar în Muntenia. Ridicat pe vechiul drum comercial care lega Transilvania și țările occidentale de zona dunăreană și de aici cu Orientul, calea văii Teleajenului a fost utilizată din antichitate, fiind singurul drum de care și de postă până la începutul secolului al XIX–lea. Hanul împărțea distanța dintre Ploiești și Vălenii de Munte în doua tronsoane egale; la Văleni, spre ieșirea din localitate, se aflau alte două hanuri tot atât de vechi (hanul "La Frâncu" a fost mutat și remontat în incinta Muzeului Satului din București).
Singurul han poștal "de drum mare" a rămas "Hanu Roșu" de la Gura-Vitioarei, situație care a sporit valoarea clădirii la categoria monument istoric de importanță națională excepțională.
Comuna a fost organizată în 1864, și a fost arondată plaiului Teleajen din județul Prahova.
La sfârșitul secolului al XIX-lea, comuna era formată dintr-un singur sat și făcea parte din plaiul Teleajen al județului Prahova. Acesta avea 147 de familii și o biserică zidită din fondurile mănăstirii Mislea. Copiii din comună mergeau la școală la Vălenii de Munte. Satul Poiana-Copăceni se numea Poiana-Copaciului și făcea parte din comuna Opăriți; satul avea 307 locuitori și se formase la 1783. Satul Bughea de Jos era reședința comunei Bughiile, o comună ce avea școală din 1890, frecventată de 52 de copii și o moară pe pârâul Bughea. În Bughea de Jos exista o biserică zidită în 1813 de Damian și Steliana din Vălenii de Munte. Celelalte două sate formau comuna Scăioși (denumită după satul Scăioși, astăzi cunoscut sub numele de Făgetu); această comună avea 992 de locuitori, o moară pe râul Teleajen, o școală mixtă cu 53 de elevi și 2 biserici, una în Scăioși (zidită în 1801 de familia Filipescu) și una în Fundeni, înființată de niște călugări.
Anuarul Socec din 1925 consemnează comunele în aceiași plasă: în comuna Gura Vitioarei trăia o populație de 1033 de locuitori, Bughiile avea 1059, iar Scăioși — 2390.
În 1950, comunele au fost arondate raionului Teleajen din regiunea Prahova și apoi (după 1952) din regiunea Ploiești. În 1964, satul și comuna Scăioși au fost rebotezate Făgetul. În 1968, județul Prahova s-a reînființat, iar comunele Bughiile, Opăriți și Făgetu s-au desființat. Comuna Scăioși a fost inclusă în comuna Gura Vitioarei, comuna Bughiile a fost împărțită între comunele Gura Vitioarei și Teișani, iar comuna Făgetu — între comunele Gura Vitioarei și Predeal-Sărari.
În 2011, comuna avea 6003 locuitori.

## Monumente istorice
Singurul obiectiv din comună inclus în lista monumentelor istorice din județul Prahova ca monument de interes local este ansamblul „Hanul Roșu” (secolul al XVIII-lea) din Făgetu, cuprinzând ruinele hanului propriu-zis, ale unei fântâni și ale zidului de incintă.